# Lynda La Plante
Lynda La Plante (født 15. marts 1946), dåbsnavn Lynda Titchmarsh, er en engelsk forfatter/ manuskriptforfatter, TV-producent og tidligere skuespiller hvor hun optrådte under kunstnernavnet Lynda Marchal.
La Plante er, i Danmark, blandt andet kendt som manuskriptforfatter til den engelske TV-kriminalserie Mistænkt